# تپه فوران خرابه
تپه فوران خرابه مربوط به دوره ایلخانی است و در شهرستان اراک، بخش خنداب، دهستان ده چال، روستای فوران واقع شده و این اثر در تاریخ ۲۶ اسفند ۱۳۸۷ با شمارهٔ ثبت ۲۶۰۹۱ به‌عنوان یکی از آثار ملی ایران به ثبت رسیده است.